# علي بن فايز الإحسائي البحراني
الملا علي بن فايز... المهاجر الأحسائي الذي ملك ناصية المنبر الحسيني
من أبرز الأسماء التي أثرت الديوان الشعري الحسيني، وتركت بصماتها المؤثرة على الوجدان الشعبي، ومارست تأثيرها على مدى أكثر من قرن ونصف على قلوب الملايين... فمن يكون هذا الشاعر الذي تتردّد قصائده المتوهّجة على آلاف المنابر في هذا الإقليم من المنطقة العربية المتفاعلة مع واقعة كربلاء ؟
الملا على بن فايز الحجّي الأحسائي، حيث وُلِد في حيّ الرفعة الشمالية بمدينة الهفوف، في حدود منتصف القرن التاسع عشر، ولأسباب اقتصادية هاجر من الأحساء إلى البحرين، حيث قضى معظم سنوات حياته بها حتى وافاه الأجل المحتوم العام 1904 (1322هـ)، حيث دفن في منطقة سند.
حين سألت الزميل محمد المخرق عن صورة أرفقها بالموضوع، اتفقنا على اللقاء ظهر أمس لالتقاط صور حديثة للقبر. كان قبل سنوات طويلة، قد دلّه الشيخ أحمد بن خلف العصفور إلى القبر، حيث يقع في زاويةٍ بعيدةٍ آخر المقبرة، نائماً مستظلاً تحت شجرتين. كان قد مضى على رقدته تلك 111 سنة هجرية.

## مع الجنود الأتراك
ورغم قرب العهد نسبياً برحيله (العام 1904م)، إلا أن من كتبوا عنه اختلفوا في نسبه، بين علي بن حسين (أو حسن) بن فايز بن فارس، وسنة وفاته ومكان دفنه واتفقوا على نسبته للأحساء، وتحديداً إلى عائلة الحجي بهفوف الأحساء.
توفي أبوه وعاش يتيماً مع أخته الوحيدة يرعاها، وعمل فترة في الحياكة، وكان يجيد إلقاء القصص على أفراد المجتمع، وعُرف بعذوبة صوته. ومما يروى عن البدايات أنه كان ينشد وهو يسير في أزقة حيّ الكوت بالهفوف، فتناهى صوته إلى ضباط سرية تركية، فطلبوه للإنشاد لهم، وبعد فترة نقلت هذه السرية إلى القطيف، فطلبوا منه أن يرافقهم، فاعتذر برعايته لأخته، فوعدوه بكسوةٍ ونفقةٍ لها، فلما كلَّمها بذلك وافقت.
بعد الانتقال إلى القطيف، سمع حاكمها (منصور بن جمعة) نشيده فأعجب بصوته، فطلبه من الضباط فأجابوه، ولما دخل عليه سأله عن مذهبه، فلما استوثق منه سأله: إن صوتك جميل، فلماذا لا ترثي الحسين بن علي ؟ فأجابه ابن فايز: أنا لم أتعلم القراءة الحسينية. فعاد يسأله عن الأناشيد التي يلقيها هل يحفظها أم هي من تأليفه، فأجابه: أنا لا أقرأ ولا أكتب، ولكني أنشد بعض الأبيات وأحفظ بعضها الآخر.
وكان منصور بن جمعة يستضيف خطيباً عراقياً للقراءة الحسينية في منزله، فطلب من ابن فايز أن يقرأ مقدماً فتردّد لعدم إجادته هذا الفن، وحين ارتقى الخطيب العراقي المنبر جاشت نفس ابن فايز ببعض الأبيات، فلما نزل دعاه مضيفه للقراءة فاستجاب هذه المرة، وهكذا صعد المنبر لأول مرة، وبدأ برثاء السيدة فاطمة الزهراء :
نوحي على الأولاد يا زهرة الحزينة
في كربلا واحد وواحد بالمدينة
مات الحسن وانهدم سور الهاشمية
هذي المدارس أصبحت بعده خلية
هذه القصيدة أدّاها حديثاً الرادود باسم الكربلائي بطريقةٍ مؤثرة، كما كان وقعها مؤثراً على مشاعر الجمهور قبل قرنٍ من الزمان، حيث طلب حاكم القطيف منصور بن جمعة من الضباط الأتراك أن يبقى بن فايز في ضيافته، وسمّاه بالملا علي... ومن هنا بدأت شهرته بالقطيف.

## الهجرة إلىالبحرين
في فترة لاحقة... طلبه أهل البحرين لشهرته في ميدان الرثاء الحسيني، فأَذِن له الحاكم بالسفر، ويبدو أنه استقر لفترةٍ، حيث تزوّج من قرية سند ولكنه لم يعقب بسبب العقم. وكان يراود الأحساء بين فترة وأخرى، يجدّد فيها عهده بأخته وبالقراءة الحسينية.
من الشعراء الذين تركوا بصماتهم في الوجدان الشعبي، من خلال ما خلّفه من قصائد مازالت حيةً متوهجةً، تصدح بها المنابر كل عام. قصائد تلقائية، ومدرسة شعرية خاصة تعرف بـ «الفائزيات»، صادقة الكلمات، رقيقة العبارة، وتصوير ينقلك لتعيش بعض جوانب واقعة كربلاء، وهو ما لا يتاح إلا لشاعرٍ حسّاس، عاش واندمج بهذا الحدث التاريخي المفجع حتى خالط لحمه ودمه.
هذا الرجل الأحسائي الذي جاء مهاجراً إلى البحرين حتى عده أهل البحرين من كبار شعرائهم المتأخرين، وظلوا يذكرونه بالإيمان والإخلاص والبذل في سبيل الله، استخدم في أشعاره اللهجة العامية الدارجة (البحرانية)، دون تطعيمها بلهجة أخرى، في وقتٍ كان كثيرٌ من أصحاب المنبر يفضلون اللهجة العراقية ذات السبق في الرثاء الحسيني. وقد أشار بعض الكتاب إلى إحدى ميزات شعره، وهو الحواريات، وقال لو أنه أتيح له أداؤها بالعربية الفصحى لضاهى بها كبار شعراء الحسين كالشريف الرضي والسيد حيدر الحلي.
في مخطوطة كتاب الشيخ إبراهيم المبارك، التي نقلت عنها شبكة عالي الثقافية، أن «أصله أحسائي، سكن البحرين وتعلم فيها الخطابة ونبغ نبوغاً عظيماً لا يكاد يشاركه غيره في الخطابة و الشعر العامي ، وينشئ شعره على البديهة في وقت إنشاده، وله صوت رقيق وجذّاب وعالٍ فوق الوصف». وفي كشكول فطرس أنه «أحسائي الأصل والمولد، وبحراني المسكن، هاجر إلى البحرين منذ صباه وعاش وكبر هناك وامتهن الفلاحة فيها». والمشهور أن قصائده لم تدوّنّن في حياته، وإنّما جُمعت بعد وفاته من الخطباء ومما حفظه كبار السن، ونُشرت في ديوان «فوز الفائز». وتوفي ابن فايز سنة 1322هـ، ودُفن في قرية سند حيث أقام أواخر أيامه، بعدما كان يقيم في جزيرة سترة.
حين زرتُ قبره مع زميلي المصوّر أمس لألتقط صوراً لمنزله الأخير، فكّرت وأنا أمسح الغبار عن شاهد قبره، بهذا الرجل الغريب الذي جاء مهاجراً فقيراً من الأحساء إلى البحرين طلباً للرزق، وطاب له المقام بين أهلها، وبادلوه حباً بحب، ولقد بلغ من تفاعلهم معه، أن كان بعضهم يستقبلونه بالبكاء بمجرد رؤيته قادماً على دابته... فهكذا تفعل الأشعار الصادقة في النفوس. وظلوا مئة عام يردّدون أشعاره الحية في مجالسهم كل عام، ويعتبرونه مؤسس مدرسة النعي الحسيني البحراني المعاصر